# Busa (Vigonza)
Busa è una frazione del comune italiano di Vigonza, in provincia di Padova.

## Geografia fisica
Si trova a sudovest del capoluogo comunale, lungo la riva sinistra del fiume Brenta, che la separa da Ponte di Brenta. Forma un unico agglomerato con la frazione Perarolo (che sorge a est), mentre Peraga e il capoluogo si trovano a nord della ferrovia Milano-Venezia.

## Origini del nome
La spiegazione più convincente rimanda il toponimo al veneto busa "buca", poiché la località si trova a ridosso dell'argine del Brenta. Esiste anche una paraetimologia che lo lega a una gens Busilia che sarebbe discesa da Busa di Canosa di Puglia.

## Storia
Si tratta di una località di recente urbanizzazione che, fino al secondo dopoguerra, era considerata una contrada della frazione Peraga.

## Monumenti e luoghi d'interesse

### Parrocchiale della Madonna di Lourdes
Busa ha ottenuto l'autonomia parrocchiale sono in tempi recenti, infatti faceva in origine riferimento alla chiesa di Peraga, passando poi a Ponte di Brenta nel 1939. Già nel 1958 (in occasione del centenario dell'apparizione della Madonna di Lourdes) la curia e i parroci di Peraga, Perarolo e Ponte di Brenta avevano deciso la fondazione della parrocchia. Essa fu però ufficialmente istituita il 1º febbraio 1971, scorporandone il territorio da quelle delle tre parrocchie appena citate.
La prima pietra della chiesa è stata benedetta il 31 ottobre 1977, venendo completata con l'inaugurazione il 10 settembre 1979.
All'interno sono conservate solo opere recenti, tra cui le quattordici stazioni della Via Crucis in ceramica, provenienti dalla cappella annessa alla demolita SNIA Viscosa di Padova.

## Infrastrutture e trasporti

### Ferrovie
Il paese è dotato della stazione di Busa di Vigonza, lungo la ferrovia Milano-Venezia. È stata inaugurata nel 2015 in sostituzione della vecchia fermata di Ponte di Brenta